# Петроглифы в Ульсане
Петроглифы в Ульсане делятся на Петроглифы на Пангудэ в Тэгонни (кор. 대곡리 반구대 암각화?, 大谷里 盤龜臺 岩刻畫?) и Петроглифы в Чхонджонни (кор. 천전리 각석?, 川前里 刻石?).

## Петроглифы на Пангудэ в Тэгонни

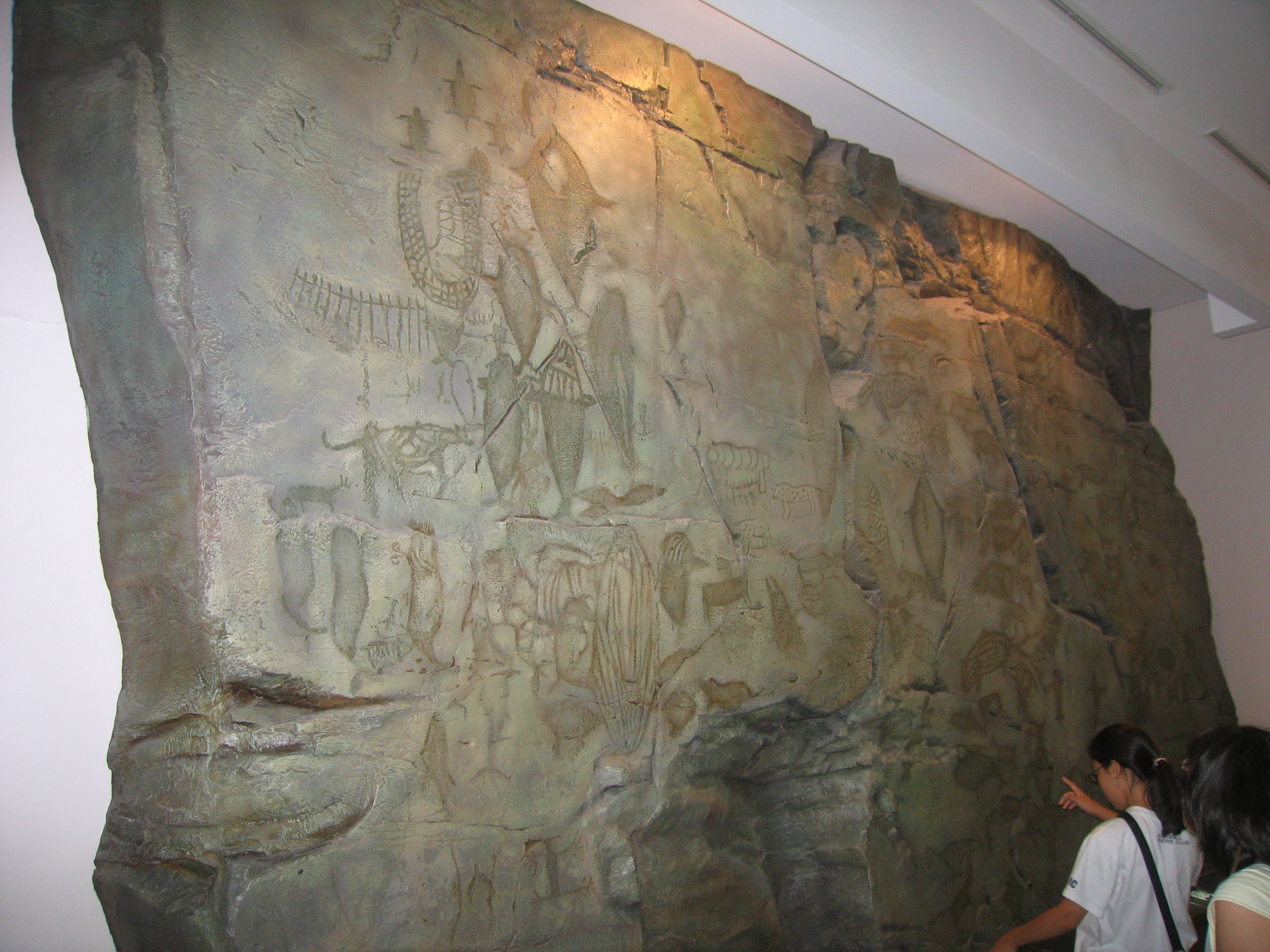
Фрагменты петроглифов Пангудэ представлены в Государственном музее Кёнджу

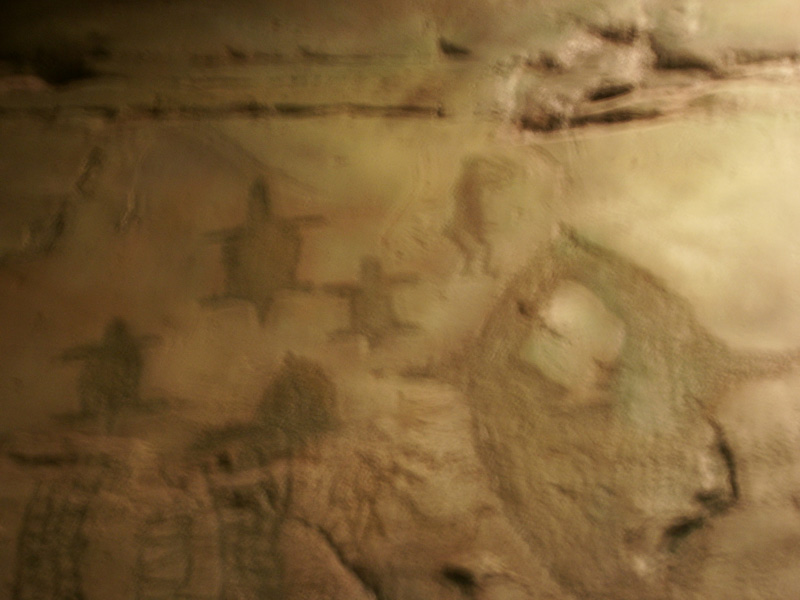
Пангудэ

Изображения расположены на западном берегу озера у реки Тхэхваган. Найдены в 1971 году. Увидеть петроглифы можно в засушливый период в связи с особенностью их расположения. Пангудэ — название ближайшего скалистого утеса в форме черепахи. Ширина рельефа 10 м, высота 3 м. На камне изображены три черепахи, а также шаман, исполняющий обряд на удачную охоту. Общее количество петроглифов приближается к 200, изображены в том числе множество представителей животного мира: черепахи, киты, олени, тигры, кабаны, тюлени и другие, а также люди на лодках и сцены охоты. Здесь отображено 97 видов наземных животных, 92 вида морских животных, 17 человек, 6 лодок и 6 сетей. Среди них 26 изображений китов, что составляет 26 % от общей картины, 75 % петроглифов изображают морских животных. Изображения достаточно детализированы, что позволяет определить виды китов и более мелких животных. Целью создания петроглифов считается передача знаний о видах животных и методах охоты на них в течение многих поколений. Предполагается также, что это продукт культурного контекста, посвящённого процветанию. В 1996 году петроглифы внесены в перечень Национальных сокровищ Кореи под № 285.

## Петроглифы в Чхонджонни
Изображения находятся в селение Чхонджонни уезда Ульчу города-метрополиса Ульсан. В 1973 году петроглифы внесены в перечень Национальных сокровищ Кореи под № 147.
Изображения представлены спиралями и ромбами, наземными животными. Далее есть более поздние изображения людей в костюмах.